# Polleniopsis viridiventris
Polleniopsis viridiventris är en tvåvingeart som beskrevs av Chen och Fan 1988. Polleniopsis viridiventris ingår i släktet Polleniopsis och familjen spyflugor. Inga underarter finns listade i Catalogue of Life.